# J. Wyatt Durham
John Wyatt Durham (* 22. August 1907 in Okanogon, Washington; † 15. Mai 1996 in Kensington, Kalifornien) war ein US-amerikanischer Paläontologe.

## Leben
Durham war der Sohn eines Farmers und Schiffbauers am Puget Sound. Er studierte Paläontologie an der University of Washington bei Charles Edwin Weaver und an der University of California in Berkeley bei Bruce L. Clark. Nach dem Master-Abschluss 1936 wurde er Paläontologe in der Erdölsuche und war bis 1939 auf Java und Sumatra für eine niederländische Ölgesellschaft (Nederlandsche Pacific Petroleum Mij) tätig. Dabei fand er nach eigenen Angaben auch die ersten paläozoischen Fossilien auf Sumatra. 1941 wurde er in Berkeley bei Clark promoviert, von 1943 bis 1946 arbeitete er für die Tropical Oil Company in Kolumbien (eine Tochtergesellschaft der Standard Oil of New Jersey). 1946 wurde er Associate Professor für Paläontologie am Caltech und 1947 Associate Professor und Kurator für wirbellose Fossilien in Berkeley am Museum für Paläontologie. 1953 wurde er dort Professor. 1975 wurde er emeritiert, blieb aber wissenschaftlich aktiv.
Durham befasste sich zunächst mit klassischer Paläontologie von Mollusken, Korallen und Stachelhäutern des Tertiär und Mesozoikums und ab den 1950er Jahren zunehmend mit globaler Biostratigraphie. Außerdem befasste er sich mit Paläoentomologie, speziell von in Bernstein eingeschlossenen Insekten zum Beispiel aus Mexiko, und zuletzt mit sehr frühen Wirbellosen (besonders frühe Stachelhäuter) aus dem Ende des Präkambrium und frühen Kambrium. 1963 führte er mit K. E. Caster die neue Klasse der Helicoplacoidea (einige der ersten Stachelhäuter des frühen Kambrium) ein. Als Kurator ordnete und erweiterte er die Sammlung fossiler Wirbelloser, insbesondere in Hinblick auf die systematische Suche und Auszeichnung von Typexemplaren.
Er war Fellow der American Association for the Advancement of Science und der California Academy of Sciences und von 1966 bis 1968 deren Präsident. 1965/66 war er Präsident der Paleontological Society und von 1971 bis 1976 Herausgeber des Journal of Paleontology. 1954/55 und 1965/66 war er Guggenheim Fellow. 1988 erhielt er die Paleontological Society Medal.

## Schriften
- mit R. V. Melville: A classification of echinoids. Journal of Paleontology, 31, 1958, S. 73–197.
- Evolution among the echinoidea, Cambridge Philosophical Society Biological Reviews, Band 41, 1966, S. 368–391.
- The incompleteness of our knowledge of the fossil record, Journal of Paleontology, Band  41, 1967, S. 559–565.
- The probable metazoan biota of the Precambrian as indicated by the subsequent record, Annual Reviews of Earth and Planetary Sciences, Band 16, 1978, S. 21–42
- Observations on the early cambrian heliplacoid echinoderms. Journal of Paleontology, 67, 1993, S. 590–604.